# Gusev (Kalinjingradska oblast, Rusija)
Gusev (rus. Гусев, prije 1946. godine znan i kao - njem. Gumbinnen, lit. Gumbinė) u Kalinjingradskoj oblasti, u Rusiji (bivša Istočna Pruska, Njemačka).
Grad se nalazi istočno od Černjahovska (ruski: Įsrūtis) blizu granice s Litvom.
Udarni krater Gusev na Marsu, u kojem se 2004. spustio rover Spirit, je nazvan po ovom gradu.

## Vanjske poveznice
|  | Zajednički poslužitelj ima još gradiva o temi Gusev (Kalinjingradska oblast, Rusija) |